# George Dixon
O capitão George Dixon (1755? – 1800) foi um oficial da Royal Navy e um explorador britânico.
Serviu sob as ordens de James Cook na sua terceira expedição onde descobriu as possibilidades de comércio com a costa noroeste da América do Norte. Com o final da expedição, Dixon tornou-se capitão da Royal Navy. Em 1785, torna-se parceiro da Richard Cadman Etches and Company, mais conhecida como King George’s Sound Company com o fim de desenvolver o comércio de peles no actual Canadá. No Outono de 1785, Dixon comandou o navio de exploração Queen Charlotte. Nos Verões de 1786 e 1787, explorou as costas da actual Colúmbia Britânica. Passou o Inverno de 1786-1787 no Hawaii, tendo sido o primeiro europeu a visitar a ilha de Molokai. A sua principal descoberta foi feita na costa norte-americana: as ilhas da Rainha Carlota, Port Mulgrave, Baía de Norfolk e a Entrada Dixon.
Visitou também a China onde vendeu o seu navio, e regressou a Inglaterra em 1788. Publicou em 1799, A Voyage Round the World, but More Particularly to the North-West Coast of America. 